# Кояїке
Кояїке (ісп. Coihaique) — місто в Чилі. Адміністративний центр однойменної комуни, провінції Кояїке і області Айсен-дель-Хенераль-Карлос-Ібаньєс-дель-Кампо. Населення — 44 850 осіб (2002). Місто і комуна входить до складу провінції Кояїке і області Айсен-дель-Хенераль-Карлос-Ібаньєс-дель-Кампо.
Територія комуни — 7290,2 км². Кількість населення — 55381 мешканців (2007). Щільність населення — 6,86 чол/км².

## Клімат
Місто знаходиться у зоні, котра характеризується морським кліматом. Найтепліший місяць — січень із середньою температурою 17.8 °C (64 °F). Найхолодніший місяць — липень, із середньою температурою 6.7 °С (44 °F).
| Клімат Кояїке           | Клімат Кояїке | Клімат Кояїке | Клімат Кояїке | Клімат Кояїке | Клімат Кояїке | Клімат Кояїке | Клімат Кояїке | Клімат Кояїке | Клімат Кояїке | Клімат Кояїке | Клімат Кояїке | Клімат Кояїке | Клімат Кояїке |
| Показник                | Січ.          | Лют.          | Бер.          | Квіт.         | Трав.         | Черв.         | Лип.          | Серп.         | Вер.          | Жовт.         | Лист.         | Груд.         | Рік           |
| Середній максимум, °C   | 25            | 25,6          | 20,6          | 16,7          | 12,2          | 12,8          | 12,2          | 10,6          | 13,9          | 16,7          | 19,4          | 22,8          | 17,4          |
| Середня температура, °C | 17,8          | 17,8          | 14,4          | 13,9          | 7,8           | 9,4           | 6,7           | 6,7           | 8,9           | 13,3          | 13,9          | 16,1          | 12,2          |
| Середній мінімум, °C    | 11,1          | 10,6          | 8,9           | 10,6          | 3,9           | 6,1           | 1,1           | 2,2           | 3,3           | 10            | 8,3           | 10            | 7,2           |
| Норма опадів, мм        | 65            | 57            | 74            | 114           | 60            | 72            | 51            | 54            | 89            | 55            | 57            | 76            | 824           |
| Днів з опадами          | 24            | 22            | 24            | 21            | 18            | 18            | 18            | 18            | 20            | 21            | 23            | 24            | 251           |
| ----------------------- | ------------- | ------------- | ------------- | ------------- | ------------- | ------------- | ------------- | ------------- | ------------- | ------------- | ------------- | ------------- | ------------- |
| Джерело: Weatherbase    |               |               |               |               |               |               |               |               |               |               |               |               |               |

## Розташування
Місто розташоване за 1350 км на південь від столиці Чилі міста Сантьяго.
Комуна межує:
- на півночі — із комуною Лаго-Верде
- на сході — із провінціями Чубут (Аргентина), Санта-Крус (Аргентина)
- на півдні — із комуною Ріо-Ібаньєс
- на заході — із комунами Айсен, Сіснес.

## Демографія
Згідно з відомостями, зібраними в ході перепису Національним інститутом статистики, населення комуни становить 55 381 особа, з яких 28 211 чоловіків і 27 170 жінок.